# Tuhobić
A Tuhobić egy hegység Horvátországban, Gorski kotar területén. A Dinári-hegység része.

## Fekvése
A Tuhobić egy hosszúkás, meredek oldalú hegység, amely a Tengermellék fennsíkjának parti peremén, 5 km hosszúságban Gornje Jelenjétől Fužinéig terjed.

## Leírása
A hegység sajátossága, hogy itt a hegyi és a parti növényzet között egyértelmű és éles határ található. Egyetlen hegyen sem olyan éles és feltűnő a határ Gorski Kotar erdeinek és a parti karsztterület között, mint Tuhobićon. A tetején egy romos geodéziai oszlop található. A déli lejtő füves, míg az északi erdővel benőtt.
A Tuhobićon három teljesen különböző régió található, a magas rész és a két lejtő. A magas rész fő jellemzői a buja rétekkel borított szelíd formák, amelyek egészen a csúcsig érnek. A parti oldalon a hegygerinc kissé, míg a másik oldalon meredeken ereszkedik a Lepenica-völgy felé. A környező hegyek meglátogatása után a hegymászók tekintete itt nyugszik meg és élvezi a szelíd természetet, különösen tavasszal, amikor Tuhobićot illatos virágszőnyeg fedi.
A meredek oldal legfelső, füves gerincéről gyönyörű kilátás nyílik a Fiumei-öbölre, Učkára, a Snježnikre, a Risnjakra és a Medviđakra, valamint a Lepenica cserkészháztól a Lepenica és Bajer tavakra, valamint az alagút mindkét oldalán az autópályára. A szelídebb oldal gerincétől kilátás nyílik a Kvarner-öbölre, az Učka- és Ćićarija-hegységekre, az északnyugati oldalról pedig a Grobnica-Alpokra és a Risnjak Nemzeti Park délnyugati oldalára. A keleti oldalon Bitorajt, Viševicát, Zagradski vrh és Bjelolasica csúcsait láthatjuk.

## Fordítás
Ez a szócikk részben vagy egészben  a   Tuhobić című horvát Wikipédia-szócikk ezen változatának fordításán alapul.  Az eredeti cikk szerkesztőit annak laptörténete sorolja fel. Ez a jelzés csupán a megfogalmazás eredetét és a szerzői jogokat jelzi, nem szolgál a cikkben szereplő információk forrásmegjelöléseként.